# Дайсон, Фримен
Фримен Джон Да́йсон (англ. Freeman John Dyson; 15 декабря 1923, Кроуторн, Беркшир, Англия — 28 февраля 2020) — американский физик-теоретик английского происхождения, один из создателей квантовой электродинамики.
Эмерит-профессор Института перспективных исследований. Член Лондонского королевского общества (1952) и Национальной академии наук США (1964). Иностранный член Российской академии наук (2011).

## Биография
Родился в семье британского композитора Джорджа Дайсона. В 1945 году окончил Кембриджский университет, где и работал в 1946—1949 годах. Затем переехал в США, где был профессором Корнеллского (1951—1953), а с 1953 года — Принстонского университета, а также Института перспективных исследований.
Первая жена (1950—1958) — математик Ферена Хубер-Дайсон, в браке родились писательница и общественный деятель Эстер Дайсон и историк науки Джордж Дайсон. Вторая жена (с 1959 года) — легкоатлетка Имме Юнг, во втором браке — четверо детей.
Жил по соседству с А. Эйнштейном, Р. Оппенгеймером, В. К. Зворыкиным.

## Научная деятельность

Сфера Дайсона.

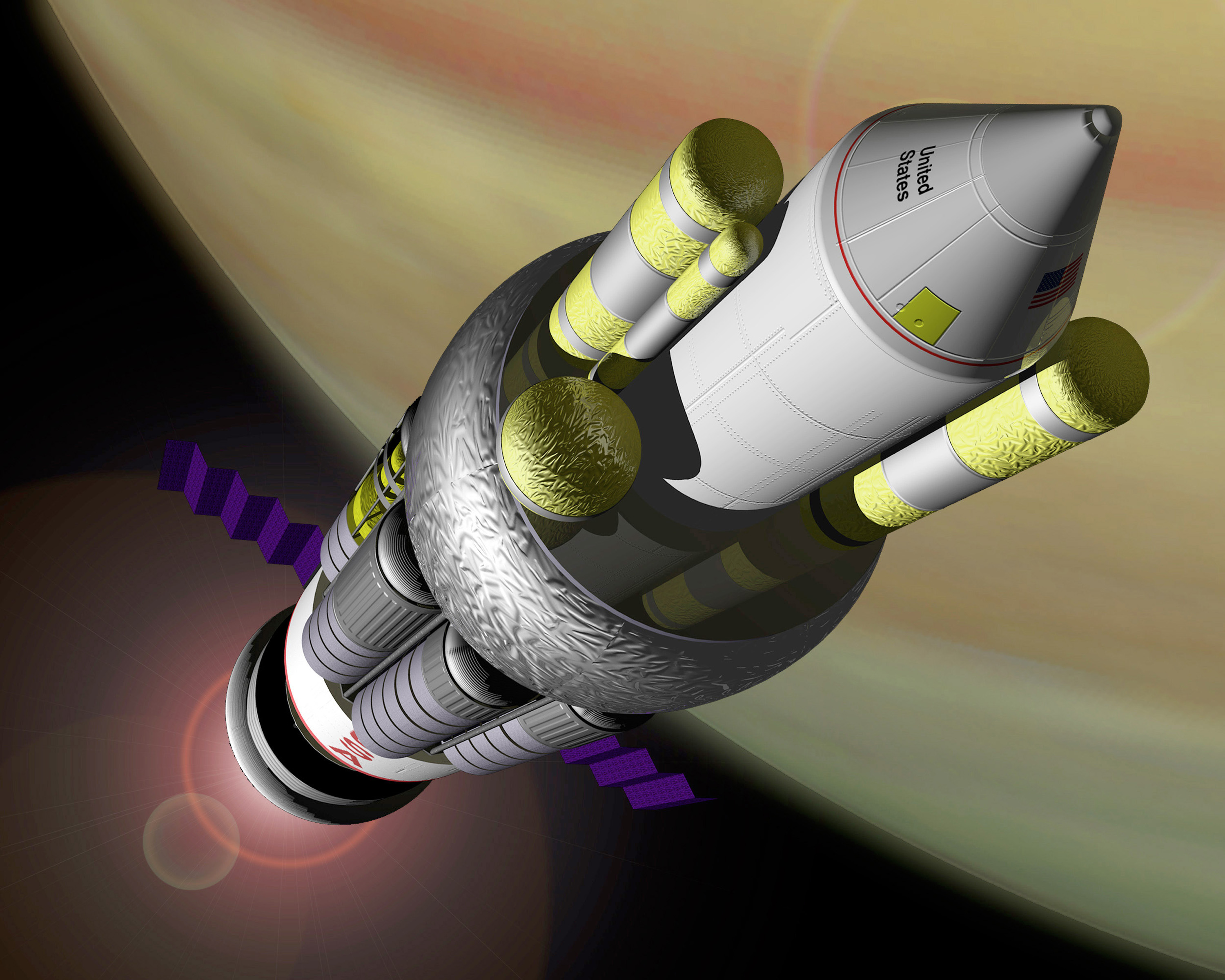
Рисунок корабля проекта «Орион»

Основные работы — по квантовой теории поля, квантовой электродинамике, математической физике, астрофизике, физике низких энергий. Доказал дисперсионные соотношения квантовой теории поля (так называемое представление Йоста — Лемана — Дайсона), получил формулу для S-матрицы, дал классификацию расходимостей в квантовой электродинамике (КЭД) на основании канонических преобразований (преобразование Дайсона, 1948), на основании свойств S-матрицы ввёл представление о перенормируемости КЭД и показал связь фейнмановского подхода с обычными формами квантовой теории поля (формализм Фейнмана — Дайсона, 1949). Считается одним из создателей современной квантовой электродинамики (наряду с Юлианом Швингером, Ричардом Фейнманом и Синъитиро Томонагой). 
В 1955 году построил теорию резонансного парамагнитного поглощения излучения металлами.
В области астрофизики изучал пульсары и нейтронные звезды. Также является автором концепции сферы Дайсона — гипотетического сооружения, которое представляет собой тонкую сферическую оболочку большого радиуса (порядка радиуса планетных орбит) со звездой в центре, идею позаимствовал из книги «Создатель звезд» фантаста Олафа Стэплдона. Предполагается, что развитая цивилизация может использовать сферу Дайсона для полного использования энергии центральной звезды и решения проблемы жизненного пространства, Дайсон предложил опираться на эти представления при поиске внеземных цивилизаций. Кроме того, Дайсон уделял большое внимание вопросу колонизации транснептуновых объектов.
Участвовал в работе над проектом пилотируемого ядерно-импульсного космического корабля «Орион».

## Награды и отличия
- Премия Дэнни Хайнемана в области математической физики (1965)
- Лекция Джона фон Неймана (1965)
- Медаль Х. Лоренца (1966)
- Медаль Хьюза (1968)
- Медаль М. Планка (1969)
- Премия памяти Роберта Оппенгеймера (1970)
- Гиббсовская лекция (1972)
- Премия Харви (1977)
- Премия Вольфа (1981)
- Премия Эндрю Геманта (1988)
- Медаль Маттеуччи (1989)
- Медаль Эрстеда (1991)
- Шрёдингеровская лекция (Имперский колледж Лондона) (1992)
- Премия Энрико Ферми (1993)
- Премия Фельтринелли (1996)
- Lewis Thomas Prize[англ.] (1996)
- Темплтоновская премия (2000)
- Премия имени И. Я. Померанчука (2003)
- Премия Пуанкаре (2012)

Почётный доктор Университета Йешива (1968), Университета Глазго (1974), Принстонского университета (1974).

## Избранная библиография
- Dyson F. Disturbing the Universe. — Basic Books, 1979.
- Dyson F. Weapons and Hope. — Harpercollins, 1984. Русский перевод: Дайсон Ф. Оружие и надежда. — М.: Прогресс, 1990.
- Dyson F. From Eros to Gaia. — Pantheon Books, 1992.
- Dyson F. Imagined Worlds. — Harvard University Press, 1997.
- Dyson F. The sun, the genome and the internet: Tools of scientific revolutions. — Oxford University Press, 1999.
- Dyson F. Origins of Life. — Cambridge University Press, 2004.
- Dyson F. The Scientist as Rebel. — New York Review Books, 2006.
- Dyson F. A Many-Colored Glass: Reflections on the Place of Life in the Universe. — University of Virginia Press, 2007.
- Dyson F. Advanced Quantum Mechanics. — World Scientific, 2007. — ISBN 978-981-270-661-4. Русский перевод: Дайсон Ф. Релятивистская квантовая механика. — М.—Ижевск: ИКИ, НИЦ «РХД», 2009. — ISBN 978-5-93972-782-2.
- Dyson F. Dreams of Earth and Sky. — New York Review Books, 2015. Русский перевод: Дайсон Ф. Мечты о Земле и о небе. — СПб.: Питер, 2017. — ISBN 978-5-496-02399-3.
- Dear Professor Dyson: Twenty Years of Correspondence Between Freeman Dyson and Undergraduate Students on Science, Technology, Society and Life / ed. D.E. Neuenschwander. — World Scientific, 2016.
- Dyson F. Maker of Patterns: An Autobiography through Letters. — W. W. Norton & Co., 2018.

- Dyson F. J. The Radiation Theories of Tomonaga, Schwinger, and Feynman // Physical Review. — 1949. — Vol. 75. — P. 486-502. — doi:10.1103/PhysRev.75.486.
- Dyson F. J. The S Matrix in Quantum Electrodynamics // Physical Review. — 1949. — Vol. 75. — P. 1736-1755. — doi:10.1103/PhysRev.75.1736.
- Dyson F. J. Divergence of Perturbation Theory in Quantum Electrodynamics // Physical Review. — 1952. — Vol. 85. — P. 631-632. — doi:10.1103/PhysRev.85.631.
- Dyson F. J. The Dynamics of a Disordered Linear Chain // Physical Review. — 1953. — Vol. 92. — P. 1331-1338. — doi:10.1103/PhysRev.92.1331.
- Dyson F. J. Electron Spin Resonance Absorption in Metals. II. Theory of Electron Diffusion and the Skin Effect // Physical Review. — 1955. — Vol. 98. — P. 349-359. — doi:10.1103/PhysRev.98.349.
- Dyson F. J. General Theory of Spin-Wave Interactions // Physical Review. — 1956. — Vol. 102. — P. 1217-1230. — doi:10.1103/PhysRev.102.1217.
- Dyson F. J. Thermodynamic Behavior of an Ideal Ferromagnet // Physical Review. — 1956. — Vol. 102. — P. 1230-1244. — doi:10.1103/PhysRev.102.1230.
- Dyson F. J. Search for Artificial Stellar Sources of Infrared Radiation // Science. — 1960. — Vol. 131. — P. 1667-1668. — doi:10.1126/science.131.3414.1667.
- Dyson F. J. Statistical Theory of the Energy Levels of Complex Systems. I // Journal of Mathematical Physics. — 1962. — Vol. 3. — P. 140-156. — doi:10.1063/1.1703773.
- Dyson F. J. A Brownian‐Motion Model for the Eigenvalues of a Random Matrix // Journal of Mathematical Physics. — 1962. — Vol. 3. — P. 1191-1198. — doi:10.1063/1.1703862.
- Dyson F. J., Lenard A. Stability of Matter. I // Journal of Mathematical Physics. — 1967. — Vol. 8. — P. 423-434. — doi:10.1063/1.1705209.
- Dyson F. J. Existence of a phase-transition in a one-dimensional Ising ferromagnet // Communications in Mathematical Physics. — 1969. — Vol. 12. — P. 91-107. — doi:10.1007/BF01645907. Русский перевод: Дайсон Ф.Дж. Существование фазового перехода в одномерной модели Изинга // Математика. — 1972. — Т. 16. — С. 137-152.
- Dyson F. J. A model for the origin of life // Journal of Molecular Evolution. — 1982. — Vol. 18. — P. 344-350. — doi:10.1007/BF01733901.
- Damour T., Dyson F. J. The Oklo bound on the time variation of the fine-structure constant revisited // Nuclear Physics B. — 1996. — Vol. 480. — P. 37-54. — doi:10.1016/S0550-3213(96)00467-1.

- Дайсон Ф. Статистическая теория энергетических уровней сложных систем: сборник. — М.: Изд-во иностр. лит., 1963.
- Дайсон Ф. Математика и физика // УФН. — 1965. — Т. 85. — С. 351-364. — doi:10.3367/UFNr.0085.196502e.0351.
- Дайсон Ф. Томонага, Швингер и Фейнман — лауреаты нобелевской премии по физике // УФН. — 1967. — Т. 91. — С. 71-73. — doi:10.3367/UFNr.0091.196701f.0071.
- Дайсон Ф. Будущее физики // УФН. — 1971. — Т. 103. — С. 529-538. — doi:10.3367/UFNr.0103.197103e.0529.
- Дайсон Ф., Тер Хаар Д. Нейтронные звезды и пульсары: сборник. — М.: Мир, 1973.
- Дайсон Ф., Монтролл Э., Кац М., Фишер М. Устойчивость и фазовые переходы: сборник. — М.: Мир, 1973.
- Дайсон Ф. Упущенные возможности // УМН. — 1980. — Т. 35. — С. 171-191.
- Дайсон Ф. Птицы и лягушки в математике и физике // УФН. — 2010. — Т. 180. — С. 859-870. — doi:10.3367/UFNr.0180.201008f.0859.